# ياسمين كورتس-سميث
ياسمين كورتس-سميث (بالإنجليزية: Jasmine Curtis)‏ هي عارضة وممثلة أسترالية، ولدت في 6 أبريل 1994 في أستراليا.

## وصلات خارجية
- ياسمين كورتس-سميث على موقع IMDb (الإنجليزية)
- ياسمين كورتس-سميث على موقع قاعدة بيانات الفيلم (الإنجليزية)